# 彭西爾瓦尼亞 (卡爾達斯省)
彭西爾瓦尼亞是哥倫比亞的城鎮，位於該國中部，由卡爾達斯省負責管轄，距離首府馬尼薩萊斯146公里，始建於1860年，面積513平方公里，海拔高度2,050米，2005年人口23,575。
5°30′N 75°05′W / 5.500°N 75.083°W